# Почесна Вода
Почесна Вода (пол. Pocieszna Woda) — гірська річка в Польщі, у Новотарзькому повіті Малопольського воєводства. Ліва притока Понічанки, (басейн Балтійського моря).

## Опис
Довжина річки 3,76 км, площа басейну водозбору 3,15  км². Формується безіменними струмками

## Розташування
Бере початок на південно-східних схилах гори Кшивань (660 м) у селі Хабувка з джерела Почесної Води. Тече переважно на північний схід і у місті Рабка-Здруй впадає у річку Понічанку, праву притоку Раби.

## Галерея

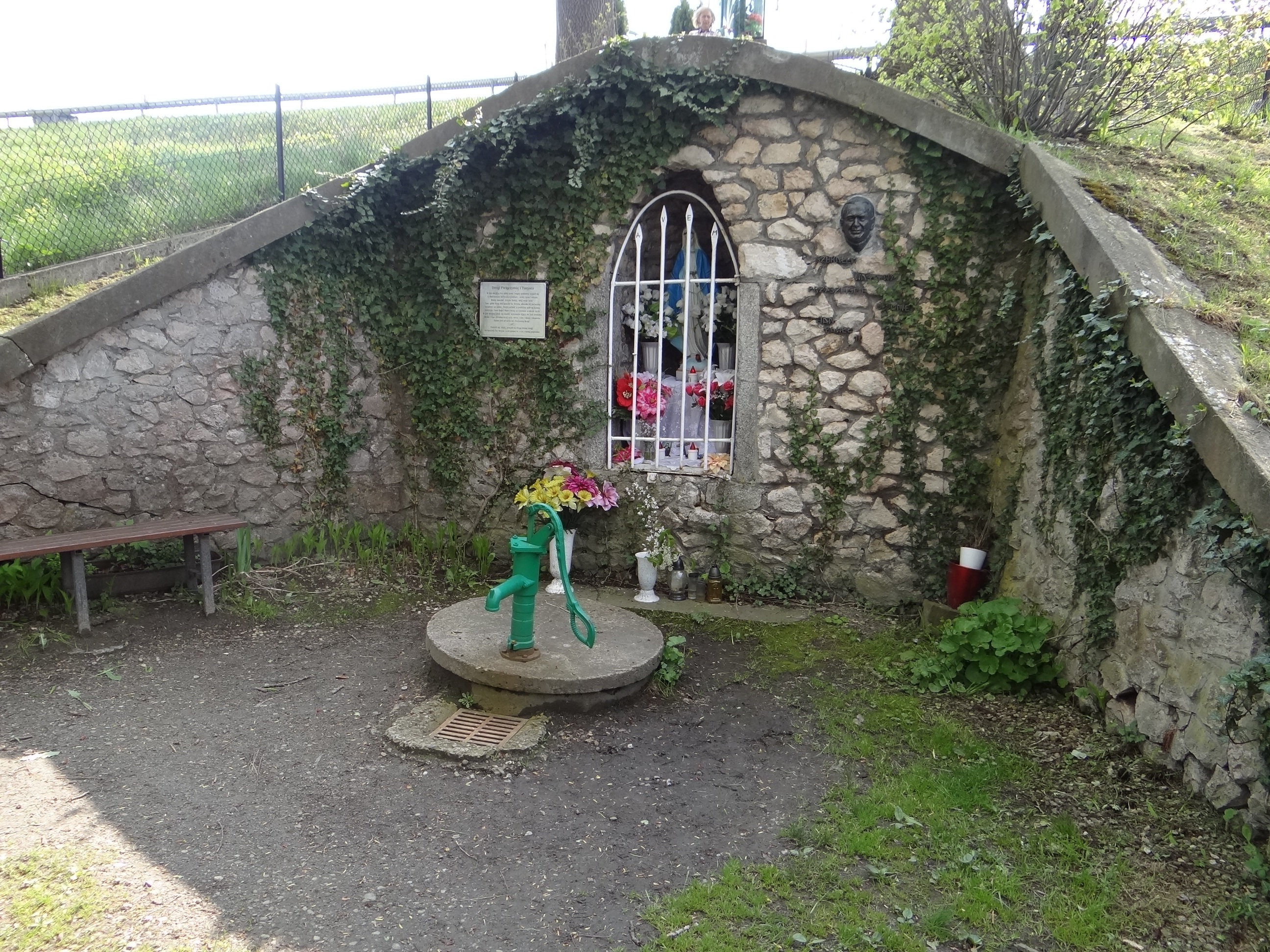
Вхід води джерела у річку
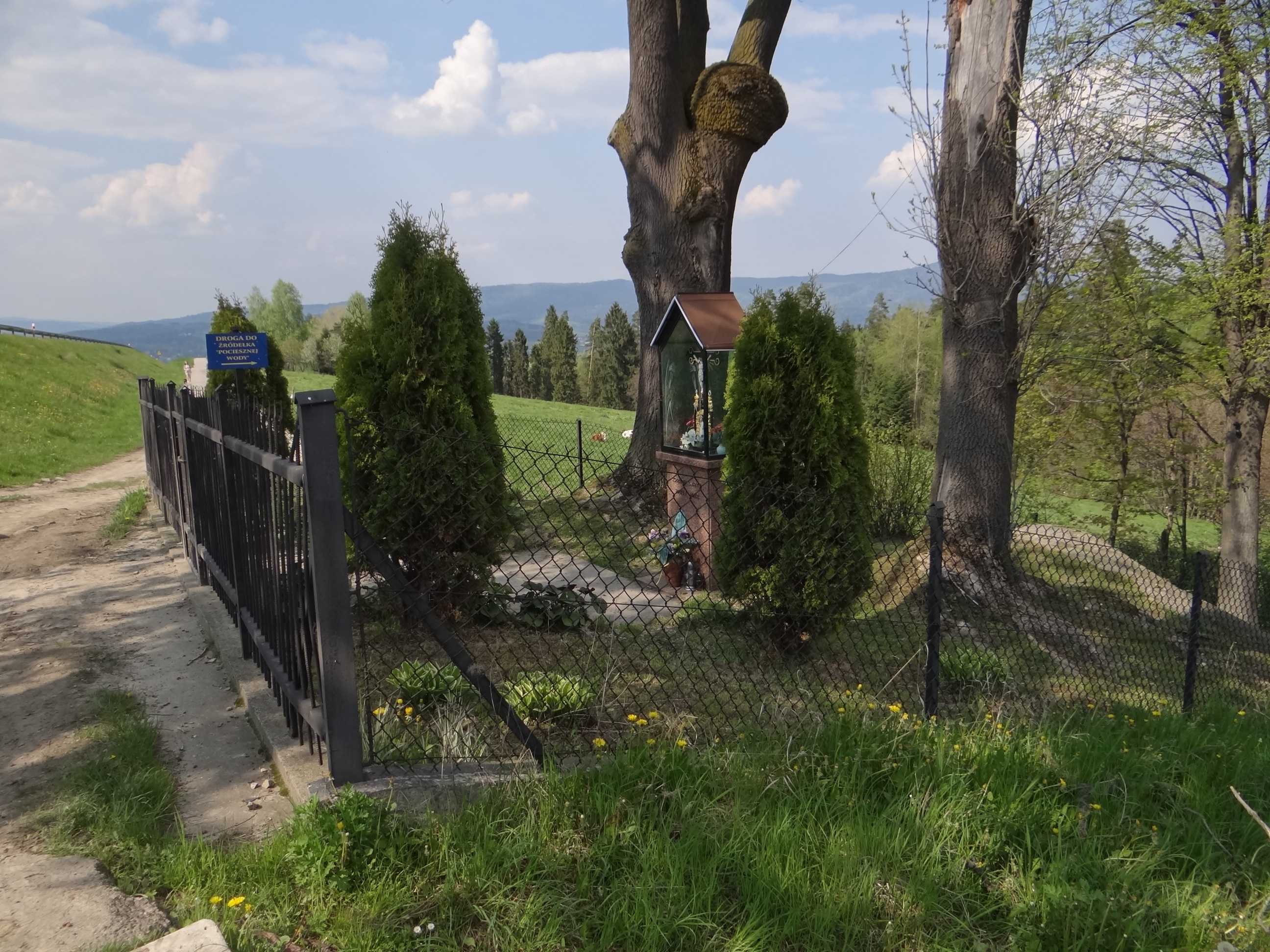
Огорожа джерела